# 长叶竹柏
长叶竹柏（学名：Nageia fleuryi）是罗汉松科竹柏屬的植物。分布在中国大陆的广东：高要、增城、龙门、广西：合浦、云南：蒙自、屏边等地，越南、柬埔寨也有分布。，一般生于常绿阔叶林中，目前尚未由人工引种栽培。

## 别名
桐叶树（广东增城）